# オレー・ホルニキーヴィクツ

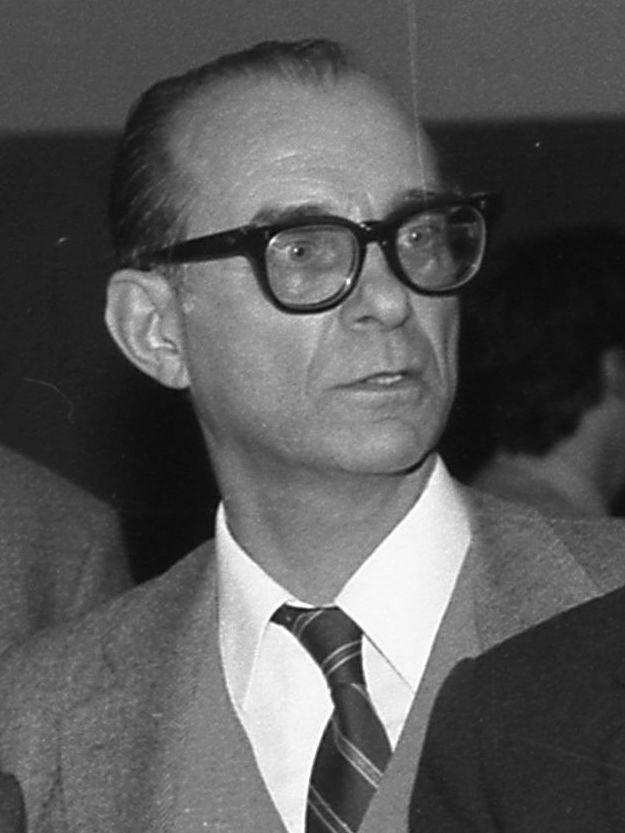

オレー・ホルニキーヴィクツ(Oleh Hornykiewicz、1926年11月17日-2020年5月26日)は、オーストリアの生化学者である。

## 人生
当時ポーランド領（現在はウクライナ領）であったリヴィウ地方のSykhiwで1926年に生まれた。1951年には、ウィーン大学からM.D.を取得し、同年に母校の教員に就任した。それ以来、同大学に勤務している。彼はまた、生化学薬理学研究所の所長を約20年間務めた。1967年には、カナダのトロント大学での長期の研究を始めた。1992年には、研究所の名誉教授に指名された。
彼による発展性のある貢献の1つは、パーキンソン病の原因が脳内のドーパミン欠乏であることを発見したことである。また、病気の治療薬としてのレボドパの開発にも重要な役割を果たした。

## 受賞
- 1972年 ガードナー国際賞
- 1979年 ウルフ賞医学部門[4]
- 1993年 ウィトゲンシュタイン賞
- 1994年 シュミーデベルクメダル
- 2001年 ビルロートメダル
- 2008年 w:Austrian Cross of Honour for Science and Art, 1st class[5]
- 2010年 オーストリア科学文化勲章[6]
- 2014年 ウォーレン・アルバート財団賞[7]